# Matej Mugerli
Matej Mugerli, né le 17 juin 1981 à Šempeter-Vrtojba, est un coureur cycliste et directeur sportif slovène.

## Biographie
En 2000, Matej Mugerli participe aux championnats du monde, à Plouay en France. Il y est 100e de la course en ligne des moins de 23 ans. Il est à nouveau présent aux championnats du monde de 2001 à Lisbonne au Portugal. Il y prend la 17e place de la course en ligne des moins de 23 ans. En 2002, il court pour l'équipe Perutnina Ptuj-KRKA Telekom, qui évolue alors en deuxième division. Elle passe en troisième division l'année suivante, et ne conserve pas Matej Mugerli. Il connait alors une troisième participation aux championnats du monde espoirs, à Hamilton au Canada, où il est 95e de la course en ligne. En 2004, il est stagiaire au sein de l'équipe italienne Vini Caldirola-Nobili Rubinetterie. En 2005, il intègre la nouvelle équipe ProTour Liquigas-Bianchi, regroupant notamment des membres des anciennes équipes de Alessio-Bianchi et Vini Caldirola-Nobili Rubinetterie, dont son dirigeant Roberto Amadio et son leader Stefano Garzelli. Mugerli reste quatre ans dans cette équipe, avec laquelle il participe au Tour d'Espagne 2005 et au Tour de France 2006. Il remporte une étape du Tour de Catalogne 2006. De 2004 à 2007, il participe quatre fois à la course en ligne des championnats du monde avec l'équipe de Slovénie. Il obtient pour meilleur résultat la 21e place en 2007 à Stuttgart en Allemagne.
En 2009, il retrouve l'équipe Perutnina Ptuj.
En 2020, il est sélectionné pour représenter son pays aux championnats d'Europe de cyclisme sur route organisés à Plouay dans le Morbihan. Il abandonne lors de la course en ligne.
Il devient ensuite directeur sportif au sein de l'équipe autrichienne Hrinkow Advarics.

## Palmarès
- 1998
  - 5e du championnat du monde sur route juniors
- 1999
  - Coppa Montes
  - 2e du Trofeo Buffoni
- 2001
  -  Champion de Slovénie sur route espoirs[6]
- 2003
  - 2e du Grand Prix Kranj
  - 3e du championnat de Slovénie sur route espoirs[7]
  - 5e du championnat du monde sur route espoirs
- 2004
  - Coppa Fiera di Mercatale
  - 3e et 4e étapes du Tour de Rio de Janeiro
  - Grand Prix Industrie del Marmo
  - Classement général du Tour du Frioul-Vénétie julienne
  - 2e du Circuito di Sant'Urbano
  - 2e du Grand Prix de l'industrie et du commerce de San Vendemiano
- 2006
  - 6e étape du Tour de Catalogne
- 2010
  - 5e étape du Tour de Serbie
  - Zagreb-Ljubljana
  - 2e du Tour de Serbie
- 2011
  - 8e étape du Tour de Chine
- 2012
  - Poreč Trophy
  - Banja Luka-Belgrade II
  - 2e de Ljubljana-Zagreb
- 2013
  - Poreč Trophy
  - Istrian Spring Trophy :
    - Classement général
    - 1re étape

  - Banja Luka-Belgrade II
  - Classic Beograd-Cacak
  - 2e du championnat de Slovénie sur route
  - 2e du championnat de Slovénie du contre-la-montre
  - 2e du Grand Prix Südkärnten
  - 3e de Banja Luka-Belgrade I
- 2014
  -  Champion de Slovénie sur route
  - Umag Trophy
  - Grand Prix Industrie del Marmo
  - 2e du Grand Prix Südkärnten
  - 3e du Poreč Trophy
- 2015
  - 2e étape du Tour de Bretagne
  - 2e de l'Odessa Grand Prix 1
  - 3e du Tour d'Azerbaïdjan
  - 3e de l'Odessa Grand Prix 2
- 2016
  - Poreč Trophy
  - 3e étape de l'Istrian Spring Trophy
  - 3e étape du Tour d'Azerbaïdjan
  - Tour de Serbie :
    - Classement général
    - 3e étape

  - 3e de l'Istrian Spring Trophy
- 2017
  - Poreč Trophy
  - Istrian Spring Trophy :
    - Classement général
    - 2e étape

  - Kirschblütenrennen
  - Grand Prix Vorarlberg
  - 3e étape du Tour d'Azerbaïdjan
  - 3e étape du Tour de Slovaquie
  - Grand Prix Kranj
  - Rad-Bundesliga
  - 2e du Tour du Burgenland
  - 3e du Grand Prix Izola

## Résultats sur les grands tours

### Tour de France
1 participation
- 2006 : 118e

### Tour d'Espagne
1 participation
- 2005 : 99e

## Classements mondiaux
| Année              | 2006 | 2007 | 2008 | 2009 | 2010 | 2011 | 2012 | 2013 | 2014 | 2015 | 2016 | 2017 |
| ------------------ | ---- | ---- | ---- | ---- | ---- | ---- | ---- | ---- | ---- | ---- | ---- | ---- |
| Classement ProTour | 181e |      |      |      |      |      |      |      |      |      |      |      |
| UCI Asia Tour      |      |      |      |      |      | 33e  |      |      |      | 90e  | 34e  |      |
| UCI Europe Tour    |      |      |      |      | 190e | 696e | 48e  | 4e   | 13e  | 77e  | 210e | 210e |